# امید نمازی
امید نمازی (به انگلیسی: Omid Namazi) (۸ دسامبر ۱۹۶۵ در پرووو، یوتا، آمریکا) بازیکن سابق و مربی کنونی فوتبال است.
او از سال ۱۹۸۸ تا ۲۰۰۵ در ۱۵ تیم آمریکایی توپ زد و ۱۱ گل نیز به ثمر رساند. نمازی حتی در سال ۲۰۰۲ و ۲۰۰۳ نیز برای تیم ملی فوتسال این کشور بازی کرد.
در سال ۱۹۹۹ با اخراج "دیو مک ویلیامز" از تیم فیلادلفیا " نمازی که پس از عمل جراحی بر روی زانو در لیست مصدومین قرار گرفته بود، سرمربی این تیم شد.
موفقیت‌های وی در این تیم باعث شد تا در ماه ژولای این سال قراردادش تا دو سال دائمی شود. در سال ۲۰۰۱ وی توانست فیلادلفیا را با شکست تیم میلواکی، به لیگ MISL بازگرداند. در سال ۲۰۰۲ فیلادلفیا به قهرمانی این رقابت‌ها می‌رسد، اما در فصل ۲۰۰۲/۲۰۰۳ نمازی در ۴ بازی هدایت تیمش را بر عهده نداشت؛ چراکه هدایت تیم زنان سن دیگو را که در رقابت‌های اتحادیه فوتبال زنان آمریکا فعالیت داشت، پذیرفت.
او در همان فصل این تیم را به مرحله پلی آف این رقابت‌ها رساند که این تنها حضور سن دیگو در آن مرحله بود.
در پایان فصل نمازی از این تیم جدا شد و به تیم کلیولند فایرز پیوست تا در آن تیم فعالیت کند. در ماه ژوئیه سال ۲۰۰۴ وی به عنوان سرمربی این تیم معرفی و یک ماه بعد قرارداد سرمربیگری وی در این تیم دائمی شد.
در ماه سپتامبر وی سرمربی‌گیری تیم سنت لوییز را پذیرفت. با شکست این تیم مقابل بالتیمور، سنت لوییز به رقابت‌های MISL سقوط کرد.
پس از این نتایج نمازی به تیم کالیفرنیا رفت و هدایت تیم جوانان را برای یکسال پذیرفت. در سال ۲۰۰۷ وی به دنیای مربیگری بازگشت و هدایت تیم نیوجرسی را بر عهده گرفت. در سال ۲۰۱۰ نمازی سرمربی گری تیم شیکاگو رداستارز را در لیگ فوتبال زنان پذیرفت. وی از سال ۲۰۱۱ تا سال ۲۰۱۴، با عنوان کمک مربی در تیم ملی فوتبال ایران و در کنار کارلوس کیروش قرارگرفت و پس از کسب تجربهٔ کافی‌از کار، در کنار کارلوس کیروش، از فوتبال ایران جدا شد.
او در ژانویه ۲۰۱۶ به عنوان سرمربی تیم ملی فوتبال زیر ۱۸ سال آمریکا انتخاب شد.

## سرمربی ذوب‌آهن اصفهان
نمازی با شروع فصل ۱۳۹۷–۱۳۹۸ لیگ برتر به عنوان سرمربی باشگاه فوتبال ذوب‌آهن اصفهان کار خود را شروع کرد. در این فصل نتایج ضعیف ذوب‌آهن و خصوصاً باخت ۴ بر ۱ مقابل تراکتورسازی در تاریخ ۱۸ آبان ۱۳۹۷ فشار زیادی را برای جدایی نمازی از ذوب‌آهن ایجاد کرد. این فشارها نهایتاً موجب شد سعید آذری مدیرعامل ذوب‌آهن در تاریخ ۲۳ آبان ۱۳۹۷ تصمیم به قطع همکاری با امید نمازی را قطعی کند.